# Équipes régionales d'intervention et de sécurité
Les équipes régionales d'intervention et de sécurité (ÉRIS) sont les unités d'intervention de l'administration pénitentiaire française chargées d'intervenir en cas de tensions (terrorisme, agression, mutinerie, évasion, etc.) dans un établissement pénitentiaire. Elles ont été créées le 27 février 2003 en réponse à des incidents survenus en détention et sont rattachées à chacune des neuf directions interrégionales des services pénitentiaires.

## Historique
Les ÉRIS sont créées en 2003, par le préfet Didier Lallement, directeur de l'administration pénitentiaire, après les mutineries successives dans les maisons centrales de Moulins et de Clairvaux. À la création des équipes, elles regroupent 210 personnels ; en 2010, les ÉRIS sont formées d'environ 400 personnes issues de l'administration pénitentiaire française. (Dès 1994, une unité régionale composée d'agent de divers établissements de la DR de Marseille, avait été créée par M. Solana : Le GIRAP)[réf. nécessaire].

## Formation
Le personnel des ÉRIS est partiellement formé par le Groupe d'intervention de la Gendarmerie nationale (GIGN), ce qui leur a valu une fois le surnom de « GIGN de la pénitentiaire ».

## Missions
Ces neuf équipes régionales ont été spécialement formées et équipées pour agir en cas de tension dans un établissement pénitentiaire (maintien et rétablissement de l'ordre en milieu carcéral, sécurisation d'établissements pénitentiaires, etc.). Elles assurent également la sécurité lors des transfèrements de certaines personnes détenues au profil sensible. Depuis 2015, elles sont formées à la médiation de crise (négociation) et assurent depuis quelques années la gestion des prises d’otages en milieu carcéral. 
Chaque ÉRIS comprend en moyenne une trentaine de personnels, issus du corps des surveillants pénitentiaires.

## Équipement
En 2003, les ÉRIS disposaient de « différents armes dont flash-ball et Riot gun ». Ils sont depuis entrainés à utiliser :
- Le pistolet Glock 17 ;
- Le fusil à pompe de calibre 12 Benelli Super Nova;
- Le fusil d'assaut HK G36 C ;
- Le Flash-Ball (lanceur de balle de défense) ;
- Le pistolet à impulsion électrique ;
- Les grenades DBD (dispositif balistique de désencerclement)[5].